# Nukleosid-Antibiotika

Polyoxin D

Puromycin

Die Nukleosid-Antibiotika sind eine Gruppe von Antibiotika, welche sich von Nukleosiden ableiten. Sie werden in der Humanmedizin nicht verwendet.
Die Nukleosid-Antibiotika weisen eine ähnliche Struktur auf, unterscheiden sich aber in ihren Wirkmechanismen. Die antibakteriellen Nukleosid-Antibiotika hemmen die Biosynthese der Zellwand durch Inhibierung der bakteriellen Translokase I (MraY). Die fungiziden Nukleosid-Antibiotika wirken auch auf die Zellwand, allerdings hemmen sie die Chitin-Synthase. Die antiviralen Nukleosid-Antibiotika blockieren die Peptidyltransferase.

## Einteilung
Antibakterielle (Uridin-)Antibiotika
- Uridyl-Peptid-Antibiotika
  - Pacidamycin
  - Napsamycin
  - Mureidomycin
  - Sansanmycin

- Uridyl-Lipopeptid-Antibiotika
  - Liposidomycin
  - Caprazamycin
  - Muraymycin
  - Muraminomicin

- Uridyl-Lipodisaccharid-Antibiotika
  - Tunicamycin

- Uridyl-Glycosylpeptid-Antibiotika
  - Capuramycin

Fungizide Nukleosid-Antibiotika
- Nikkomycin
- Polyoxine
- Blasticidin S
- Arginomycin
- Mildiomycin

Antivirale Nukleosid-Antibiotika
- Puromycin (leitet sich vom Adenosin ab)